# فرانك بروم
فرانك بروم (بالإنجليزية: Frank Broome)‏ (11 يونيو 1915 في المملكة المتحدة - 10 سبتمبر 1994 في المملكة المتحدة) هو مدرب كرة قدم ولاعب كرة قدم بريطاني في مركز الهجوم. شارك مع منتخب إنجلترا لكرة القدم. أما مع النوادي، فقد لعب مع أستون فيلا وديربي كاونتي ونادي برينتفورد ونادي شيلبورن ونادي كرو ألكساندرا ونوتس كاونتي وبركهامستد تاون ‏.

## وصلات خارجية
- فرانك بروم على موقع قاعدة بيانات كرة القدم.إي يو (الإنجليزية)
- فرانك بروم على موقع ناشيونال فوتبول تيمز (الإنجليزية)
- فرانك بروم على موقع Soccerbase.com (مدرب) (الإنجليزية)